# Albert Fritz (Widerstandskämpfer)

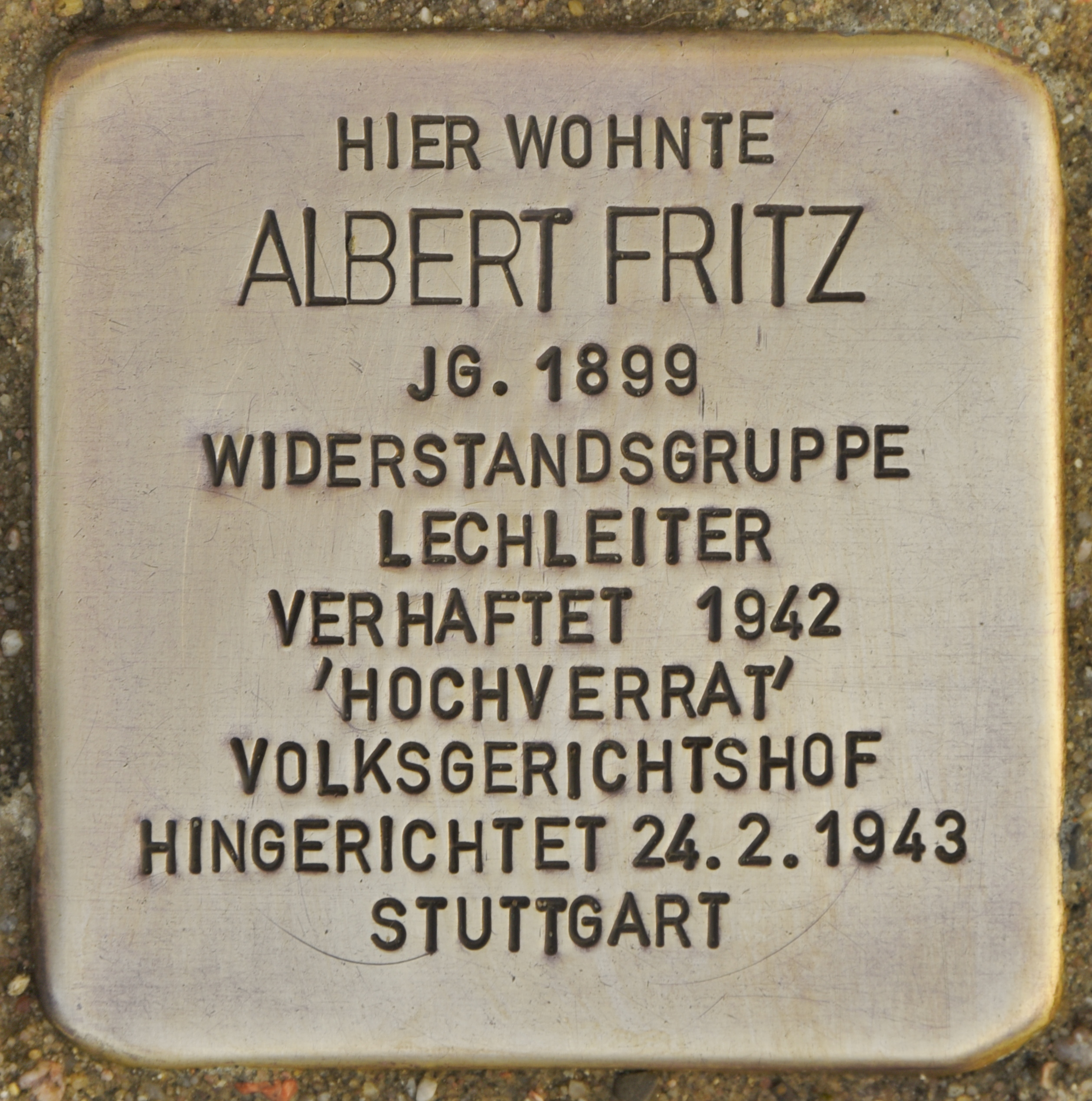
Stolperstein für Albert Fritz in Heidelberg

Albert Fritz (geboren am 18. Januar 1899 in Hornberg; gestorben am 25. Februar 1943 in Stuttgart) war ein deutscher Eisendreher, Kommunist und Widerstandskämpfer gegen den Nationalsozialismus. Er wurde vom Volksgerichtshof zum Tode verurteilt und hingerichtet.

## Leben
Albert Fritz arbeitete nach der Lehre als Eisendreher. 1921 wurde er Mitglied der KPD und beteiligte sich am Mitteldeutschen Aufstand. Danach musste er untertauchen, war jedoch ab 1925 regulär in Heidelberg gemeldet. Er wohnte danach durchgehend im Haus Steinäckerweg 52 im Stadtteil Kirchheim, heiratete seine Frau Barbara und arbeitete beim Landmaschinenhersteller Heinrich Lanz AG in Mannheim. Bis zur Machtergreifung der Nationalsozialisten im Jahr 1933 war er Mitglied des Heidelberger Bürgerausschusses, von 1931 bis 1933 auch Sekretär der KPD für den Bezirk Baden-Pfalz.
Er wurde noch 1933 als einer der ersten Arbeiterfunktionäre des Bezirks von den Nationalsozialisten verhaftet und verbrachte 13 Monate in den KZs Ankenbuck und Kislau. Nach seiner Entlassung setzte er seine politische Arbeit unbeirrt fort, verteilte Flugschriften und unterstützte die Rote Hilfe. Albert Fritz wurde Ende 1934 erneut verhaftet. Im März 1935 stand er, gemeinsam mit zehn weiteren Kommunisten, vor Gericht und wurde zu 15 Monaten Gefängnis verurteilt. Nach seiner Entlassung arbeitete er in einer Mannheimer Schiffswerft und konnte dort ebenfalls Gleichgesinnte um sich sammeln. Er schloss sich der Widerstandsgruppe um den Mannheimer Schriftsetzer Georg Lechleiter an, die sich aus Sozialdemokraten und Kommunisten zusammensetzte und in zahlreichen Großbetrieben des Mannheimer Raumes vertreten war. Weitere Heidelberger Mitglieder der Gruppe waren neben Albert Fritz der Sozialdemokrat Philipp Brunnemer, dessen Tochter Käthe Seitz und deren Ehemann Alfred Seitz. Unter Lechleiters Leitung erschienen ab September 1941 unter größter Geheimhaltung und schwierigsten Umständen vier Ausgaben der illegalen Zeitung Der Vorbote, die weite Verbreitung fand. Informationsquellen waren in erster Linie die Nachrichtensendungen des Londoner und Moskauer Rundfunks, die illegal abgehört worden waren. Ziel war, nach dem Überfall auf die Sowjetunion, möglichst viele Arbeiter über die Unwahrheiten aus Goebbels Propagandaapparat aufzuklären und deren Widerstandswillen zu stärken.
Vor Fertigstellung der fünften Ausgabe des Vorboten wurde die Gruppe verraten. Ab 26. Februar 1942 wurden insgesamt 32 Mitglieder der Lechleiter-Gruppe verhaftet, darunter Lechleitner selbst und Albert Fritz. Im Oktober 1942 wurde Fritz vom Volksgerichtshof im Schloss Mannheim gemeinsam mit Richard Jatzek, Ludwig Neischwander, Bruno Rüffer und Henriette Wagner zum Tode verurteilt. Eine Reihe weiterer Mitangeklagte wurden zu langjährigen Haftstrafen verurteilt. Insgesamt wurden gegen 19 der 32 verhafteten Gruppenmitglieder Todesurteile verhängt. Die ersten 14 Hinrichtungen fanden am 15. September 1942 in Stuttgart statt, weitere fünf – darunter Albert Fritz – am 24. Februar 1943. In einem Brief an seine Frau schrieb Albert Fritz: „Ich werde sterben, wie ich gelebt habe. Mein Tod ist ein Opfertod, der durch die Zeit bedingt ist.“

## Gedenken
Seinen Namen tragen drei Straßen:

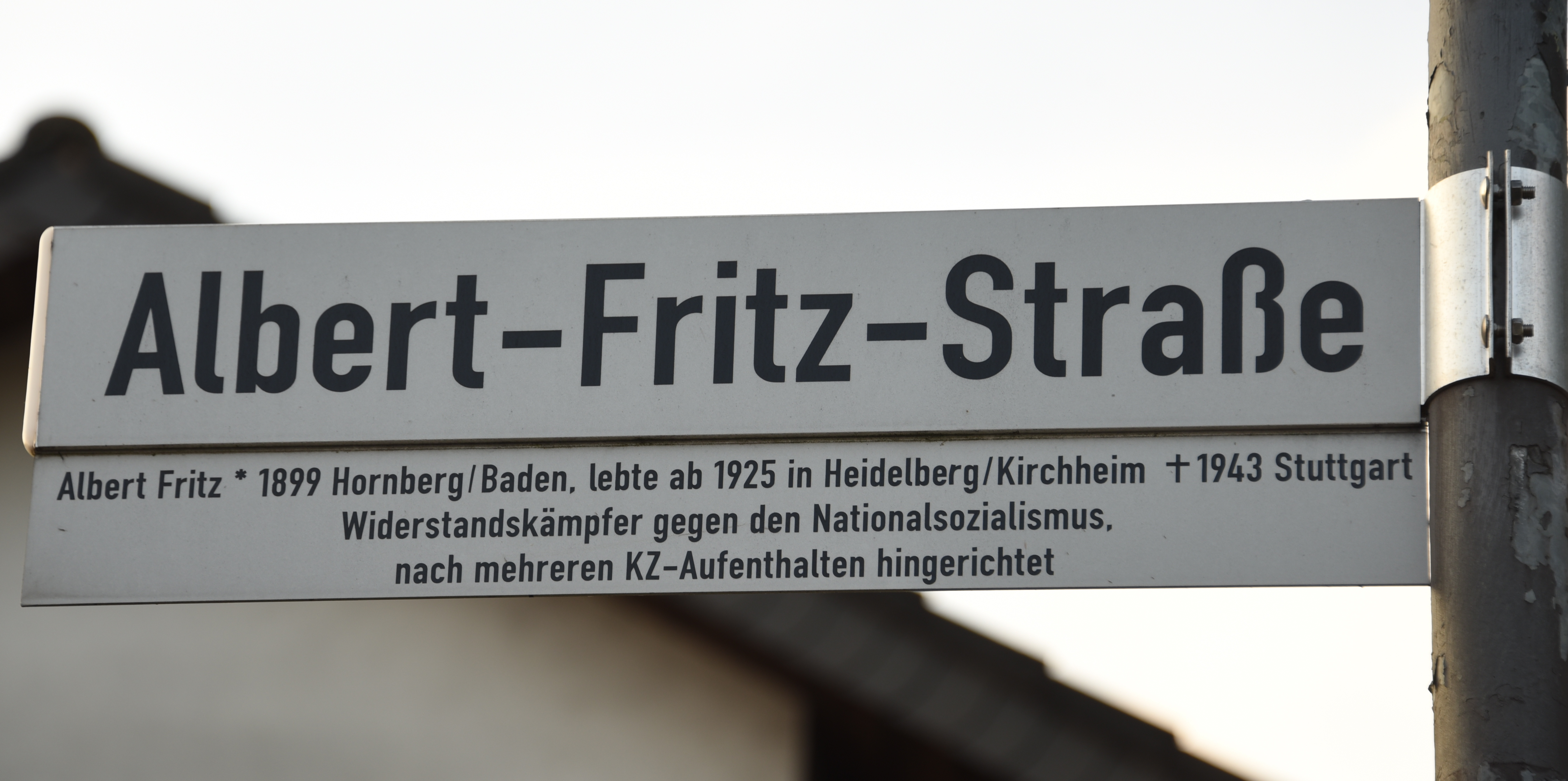
Albert-Fritz-Straße in Heidelberg

- Am 11. Juli 1945 wurde die frühere Adolf-Hitler-Straße in Walldorf in Albert-Fritz-Straße umbenannt.
- Im Jahr 1946 wurde der Steinäckerweg im Heidelberger Stadtteil Kirchheim, 1921 benannt nach den Gewannen Steinäcker und Lange Steinäcker, in Albert-Fritz-Straße umbenannt.[2] Diese Straßenumbenennung war die erste in Heidelberg, mit welcher ein Opfer des Nationalsozialismus geehrt wurde. Der Heidelberger Stadtrat stimmte in seiner Sitzung vom 3. Januar 1946 ohne Gegenstimme dem Antrag der KP zu.[3] Auch die dort befindliche Straßenbahnhaltestelle der Linie 26 trägt den Namen.
- Schließlich wurde im Jahr 1984 eine ganze Straßengruppe in einem Neubaugebiet in Mannheim-Schönau nach Mitgliedern der Lechleiter-Gruppe benannt, darunter der Albert-Fritz-Weg.[4]

- Im Jahre 1950 wurde eine Ehrengrabstätte für hingerichtete Widerstandskämpfer gegen den Nationalsozialismus im Bergfriedhof Heidelberg angelegt. Dort ist sein Name eingraviert.[5]

- Am 15. November 2012 wurde von Gunter Demnig vor dem Haus Albert-Fritz-Straße 52 in Heidelberg, dem letzten selbst gewählten Wohnsitz, ein Stolperstein zu seinem Gedenken verlegt.[6]